# バリー・ジト
- バリー・ジート

バリー・ウィリアム・ジト（Barry William Zito, 1978年5月13日 - ）は、アメリカ合衆国ネバダ州ラスベガス出身の元プロ野球選手（投手）。左投左打。
オークランド・アスレチックス在籍時には、2000年からティム・ハドソン、マーク・マルダーと共にエーストリオ "ビッグ3" を形成。以後4年で3人合わせて198勝（チーム勝利数の50.5%）を挙げ、チームは2003年まで4年連続ポストシーズン出場を果たした。

## 経歴

### プロ入り前
サンディエゴ大学附属高等学校3年生のときにリーグの1stチームに選ばれ、1996年に卒業。この年のMLBドラフト59巡目（全体1586位）でシアトル・マリナーズから指名を受けるが契約せず、カリフォルニア大学サンタバーバラ校に進学した。1年生のときに85.1投球回で123個の三振を奪い、全米1年生1stチームに選出された。
ロサンゼルス・ピアース・カレッジに転校して迎えた2年目にも103投球回で135奪三振・防御率2.62を記録し、州とカンファレンスの1stチームに選出。同校を卒業し、1998年のドラフトで2度目の指名をテキサス・レンジャーズから受ける（3巡目・全体83位）が、契約金5万ドルは高すぎるとして契約には至らなかった。その後サンディエゴ・パドレスでプレイしたいと思い、入団テストを受けたが、球が遅すぎるためメジャーでは無理といわれた。
南カリフォルニア大学へ転校したジトは、12勝3敗、防御率3.28・113.2投球回で154奪三振という成績を残し、パシフィック・テン・カンファレンス最優秀投手に選出される。

### プロ入りとアスレチックス時代
1999年のMLBドラフト1巡目（全体9位）でオークランド・アスレチックスから指名を受けると、159万ドルの契約金で入団契約を交わした。
2000年は開幕をAAA級サクラメント・リバーキャッツで迎え、AAA級サクラメントでは18試合に先発し、8勝5敗を記録した時点でメジャーに昇格。7月22日にメジャーデビュー。メジャー昇格していなかったらシドニーオリンピックの野球アメリカ合衆国代表選出が確実視されていた。この年14試合全てで先発登板したジトは7勝4敗・防御率2.72を記録し、防御率は30イニング以上投げた新人投手としてメジャー1位。新人王投票で6位に入った。
2001年は先発ローテーションに開幕から定着し、7月24日までの成績が6勝7敗・防御率5.01であったが、以後の成績は11勝1敗で8月と9月と連続で月間最優秀投手を受賞した。シーズンを通しての成績は、17勝（リーグ6位）・防御率3.49（同8位）・205奪三振（同4位）という成績を残し、ジトはティム・ハドソンやマーク・マルダーとともに、先発3本柱 "ビッグ3" と呼ばれるようになった。
2002年に23勝5敗という成績を挙げ最多勝を獲得し、1986年のロジャー・クレメンスが受賞して以降では最年少、球団史上5人目かつ1992年のデニス・エカーズリー以来となるサイ・ヤング賞を受賞した。勝率.818は1990年にシーズン27勝を記録したボブ・ウェルチを上回る球団史上歴代4位。
2004年12月にFAが近づいたハドソンとマルダーをアスレチックスがトレードで放出した。これによりビッグ3は解体され、ジトはチームのリーダーとなったが、トレードされるのではと言われる中で2005年の開幕を迎えた。4月は0勝4敗と不振に陥った。チームを引っ張ることができずにいたジトはかつてのチームリーダのジェイソン・ジアンビにアドバイスを求めたり、スライダーやツーシームを投げるようになった。7月には6戦6勝で月間最優秀投手に選出され、9月に肋骨がずれても登板を続けた。
当時のアスレチックス監督であるケン・モッカは「バリーの成長は見事だった。過去のバリーは、ハドソン、マルダーに次ぐ第3の男で満足していた。だが、自らリーダーとして立ち上がるようになった。彼は次の段階に進んだんだ」とジトの精神面での成長を認めた。しかしその一方で、運の要素を排除する "DIPS" という指標を基にして算出されたジトの成績は年々下降を続けていた。
2006年7月に代理人をアーン・テレムから変わりスコット・ボラスと契約。シーズン終了後の11月1日にFAとなった。

### ジャイアンツ時代

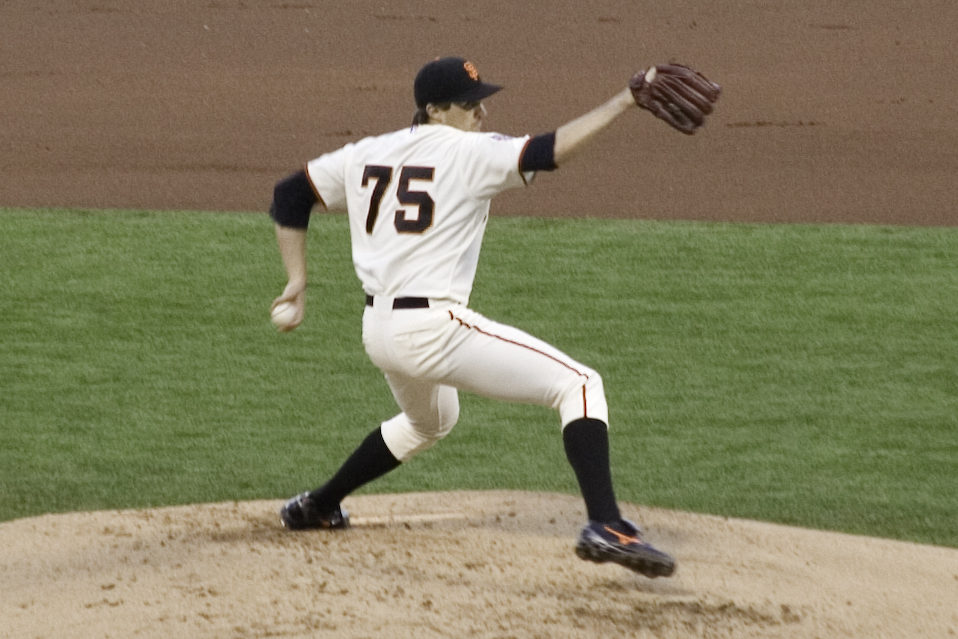
ジャイアンツ時代

FAとなったジトの獲得にはマリナーズやニューヨーク・メッツ、レンジャーズなどが乗り出した。そして12月29日にサンフランシスコ・ジャイアンツと契約した。契約総額は当時の投手史上最高額となる7年1億2600万ドル（8年目の2014年は1800万ドルの球団オプションで違約金は700万ドル）である。

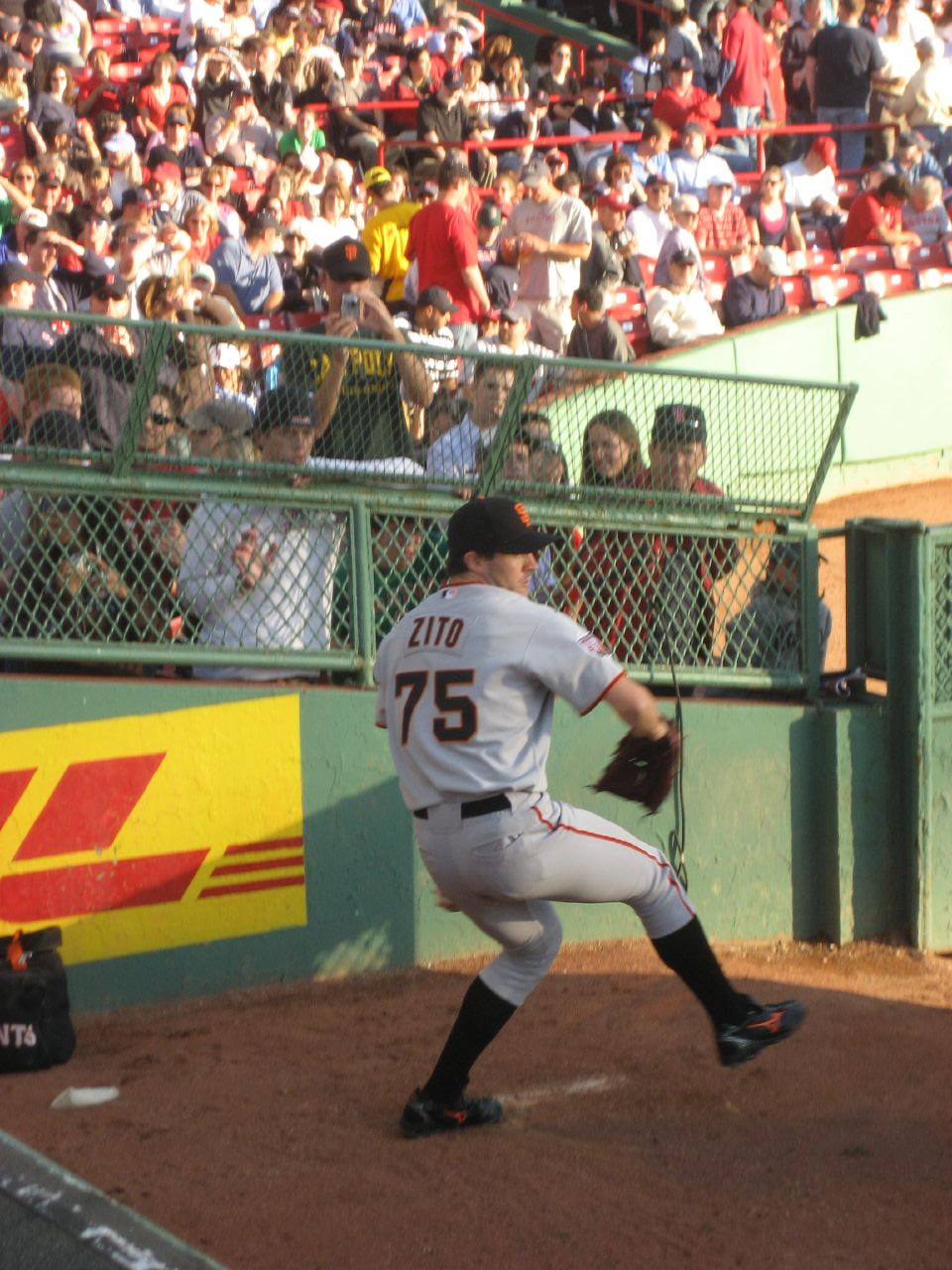
投球練習をするジト（2007年）

2007年は不調で前半戦は6勝9敗。スロースターターなので後半戦に盛り返せるかと思われたが、後半も5勝しか挙げられなかった。打線の援護も9イニング当たり3.87点とリーグワースト3位で、11勝13敗で自身初の負け越しとなったうえ、防御率も前年より0.70悪化した。7年ぶりに投球回数が200イニングを下回り、8月5日のサンディエゴ・パドレス戦ではメジャーで初めてリリーフで登板した。
2008年にはさらに不振が深刻化した。4月末までに開幕6連敗、防御率7.53という成績を喫する。これは1956年以降では1984年のデーブ・スチュワート、2003年のマイク・マロースに続く3人目の記録となってしまった。この不振の結果、4月7日のホーム開幕戦のセレモニーの選手紹介ではファンから唯一ブーイングが起きた。4月28日にチームはジトを中継ぎに降格させることを発表したが、中継ぎでの登板はなく、5月17日までに先発投手では球団ワーストタイ記録となる開幕8連敗を記録した。ジトは「この大不振から立ち直ってみせる」と誓い、後半戦は6勝5敗で勝ち越した。シーズン通算で17敗はリーグワースト、与四球は100の大台を上回った。
2009年は10勝13敗と負け越すも、防御率はジャイアンツ入団後最高と、改善の兆しが見えた。
2010年は開幕から6試合で5勝を挙げる好調で、6月12日には古巣のアスレチックスから白星を挙げ、在籍2球団目にしてメジャー全30球団からの白星を達成。しかし後半戦は2勝10敗と負けが込み、ポストシーズンのロースターからも外れた。
2011年は右足の怪我で故障者リスト入りしたがその後復帰。しかし8月13日の試合で右足首を負傷し、傘下のAAA級フレズノ・グリズリーズに降格。その後も登板はなかった。
2012年は怪我から復帰し、4月9日のコロラド・ロッキーズ戦に先発。アスレチックスに所属していた2003年以来の完封勝利を挙げた。6月3日のシカゴ・カブス戦では通算150勝を達成。防御率こそ例年並みだったが、15勝8敗と移籍後初めて勝ち星を先行させた。セントルイス・カージナルスとのナショナルリーグチャンピオンシップシリーズでは5試合目に登板し、7.2回を無失点に抑え勝利投手となった。自身初めての出場となったワールドシリーズではこの年不振だったティム・リンスカムに代わって先発ローテーション入り。1試合目に登板しジャスティン・バーランダーとの投げ合いとなったが、5.2回を1失点に抑え勝利投手となり、2年ぶりの世界一に貢献した。
2013年11月2日に1800万ドルの球団オプションを破棄され、FAとなった。

### アスレチックス復帰
2014年は休養し、2015年2月17日に古巣アスレチックスとマイナー契約を結ぶ。傘下のAAA級ナッシュビル・サウンズでプレーし、リーグ3位の防御率3.46を記録。9月16日にメジャー契約となり40人枠入り。初先発となった9月26日のジャイアンツとのベイブリッジシリーズでは、かつて共にビッグ3を形成したハドソンとの投げ合いが実現した。この年は復帰登板を含め、3試合 (うち2試合が先発) に投げ、防御率10.29を記録した。シーズン終了後の10月19日に現役引退を表明した。

## 選手としての特徴
オーバースローから二種類の速球（フォーシーム、ツーシーム）とカーブ、チェンジアップ、スライダーを投げ分け、球速自体は遅く、キャリアの前期にも時折92mph（約148km/h）に達する程度であり、その後は選手生活を通じて下がり続け、2006年の速球の平均球速は85.8mph（約138.1km/h）と、アメリカンリーグでも屈指の遅さであるが、球の出所が見づらい投球フォームとずば抜けた腕の振りの速さにより浮き上がるような軌道のフォーシームを投げる。特に大学時代に速球と見分けのつかないフォームで投げられるようになった時計の12時から6時の軌道を描くと言われるカーブは変化が大きく、イチローは「まるで2階から落ちてくるような、落差の大きいカーブ」と評した。これほど落差の大きいカーブを投げることのできる理由には腕の振りの速さと上から投げる角度の良さのあり、大抵の投手が中指で回転をかけるのと違って、人差指を縫い目にひっかけてボールを投げる。しかし制球に関してはその曲がりの大きい変化球が災いしてかあまり良くなく、2006年の99与四球はリーグワースト2位だった。
最大の長所は健康面での不安とは無縁であることである。2000年のメジャー初昇格以来2006年までの7年間、先発ローテーションに定着してからそれを外れたことが1度もなく、6年連続で200投球回を超え、その間に先発登板数で4度リーグ1位となった。しかし不振に陥った2007年には投球回が200を下回り、自身初の救援登板も経験した。
登板日以外の日はレフト線上のあたりにいる相手にセンター方向に遠ざかりながらボールを投げ、センターの守備位置程度に達したら80mphほどのスピードのボールを投げながらゆっくりと近づいていくキャッチボールを30分かけて決まって行っている。

## 人物
音楽一家に生まれ、ギターの腕はプロ級で、ヘヴィメタルバンドを組んでいたこともある。また、ヨガとテディベアをこよなく愛するなど変わり者として認知されており、「異星人」と表現されることもある。
父ジョーは作曲家・編曲家として、母ロベルタはコーラス歌手として、ともに1960年代のナット・キング・コールの活動に携わっていた。おじは米人気ドラマ『ダラス』でボビー・ユーイング役を好演したパトリック・ダフィーである。
ジト自身もドラマ出演の経験があり、『犯罪捜査官ネイビーファイル』第9シーズン「疑惑の一撃」に、海軍野球チームの投手で、故意に相手打者へ死球を与えたと疑惑をかけられるクロフォード兵曹役を演じている。また引退後は俳優への転身希望があることも口にしたことがある。

## 詳細情報

### 年度別投手成績
| 年 度     | 球 団     | 登 板 | 先 発 | 完 投 | 完 封 | 無 四 球 | 勝 利 | 敗 戦 | セ 丨 ブ | ホ 丨 ル ド | 勝 率 | 打 者 | 投 球 回 | 被 安 打 | 被 本 塁 打 | 与 四 球 | 敬 遠 | 与 死 球 | 奪 三 振 | 暴 投 | ボ 丨 ク | 失 点 | 自 責 点 | 防 御 率 | W H I P |
| --------- | --------- | ----- | ----- | ----- | ----- | -------- | ----- | ----- | -------- | ----------- | ----- | ----- | -------- | -------- | ----------- | -------- | ----- | -------- | -------- | ----- | -------- | ----- | -------- | -------- | ------- |
| 2000      | OAK       | 14    | 14    | 1     | 1     | 1        | 7     | 4     | 0        | 0           | .636  | 376   | 92.2     | 64       | 6           | 45       | 2     | 2        | 78       | 2     | 0        | 30    | 28       | 2.72     | 1.18    |
| 2001      | OAK       | 35    | 35    | 3     | 2     | 0        | 17    | 8     | 0        | 0           | .680  | 902   | 214.1    | 184      | 18          | 80       | 0     | 13       | 205      | 6     | 1        | 92    | 83       | 3.49     | 1.23    |
| 2002      | OAK       | 35    | 35    | 1     | 0     | 0        | 23    | 5     | 0        | 0           | .821  | 939   | 229.1    | 182      | 24          | 78       | 2     | 9        | 182      | 2     | 1        | 79    | 70       | 2.75     | 1.13    |
| 2003      | OAK       | 35    | 35    | 4     | 1     | 0        | 14    | 12    | 0        | 0           | .538  | 957   | 231.2    | 186      | 19          | 88       | 3     | 6        | 146      | 4     | 0        | 98    | 85       | 3.30     | 1.18    |
| 2004      | OAK       | 34    | 34    | 0     | 0     | 0        | 11    | 11    | 0        | 0           | .500  | 926   | 213.0    | 216      | 28          | 81       | 2     | 9        | 163      | 4     | 1        | 116   | 106      | 4.48     | 1.39    |
| 2005      | OAK       | 35    | 35    | 0     | 0     | 0        | 14    | 13    | 0        | 0           | .519  | 953   | 228.1    | 185      | 26          | 89       | 0     | 13       | 171      | 4     | 0        | 106   | 98       | 3.86     | 1.20    |
| 2006      | OAK       | 34    | 34    | 0     | 0     | 0        | 16    | 10    | 0        | 0           | .615  | 945   | 221.0    | 211      | 27          | 99       | 5     | 13       | 151      | 4     | 2        | 99    | 94       | 3.83     | 1.40    |
| 2007      | SF        | 34    | 33    | 0     | 0     | 0        | 11    | 13    | 0        | 0           | .458  | 850   | 196.2    | 182      | 24          | 83       | 4     | 4        | 131      | 5     | 0        | 105   | 99       | 4.53     | 1.35    |
| 2008      | SF        | 32    | 32    | 0     | 0     | 0        | 10    | 17    | 0        | 0           | .370  | 818   | 180.0    | 186      | 16          | 102      | 10    | 4        | 120      | 3     | 0        | 115   | 103      | 5.15     | 1.60    |
| 2009      | SF        | 33    | 33    | 1     | 0     | 0        | 10    | 13    | 0        | 0           | .435  | 818   | 192.0    | 179      | 21          | 81       | 8     | 8        | 154      | 2     | 2        | 89    | 86       | 4.03     | 1.35    |
| 2010      | SF        | 34    | 33    | 1     | 0     | 0        | 9     | 14    | 0        | 0           | .391  | 848   | 199.1    | 184      | 20          | 84       | 7     | 7        | 150      | 7     | 0        | 97    | 92       | 4.15     | 1.34    |
| 2011      | SF        | 13    | 9     | 0     | 0     | 0        | 3     | 4     | 0        | 0           | .429  | 225   | 53.2     | 51       | 10          | 24       | 1     | 0        | 32       | 1     | 0        | 35    | 35       | 5.87     | 1.40    |
| 2012      | SF        | 32    | 32    | 1     | 1     | 1        | 15    | 8     | 0        | 0           | .652  | 799   | 184.1    | 186      | 20          | 70       | 6     | 5        | 114      | 1     | 0        | 91    | 85       | 4.15     | 1.39    |
| 2013      | SF        | 30    | 25    | 0     | 0     | 0        | 5     | 11    | 0        | 0           | .313  | 608   | 133.1    | 173      | 19          | 54       | 2     | 4        | 86       | 5     | 1        | 94    | 85       | 5.74     | 1.70    |
| 2015      | OAK       | 3     | 2     | 0     | 0     | 0        | 0     | 0     | 0        | 0           | ----  | 37    | 7.0      | 12       | 4           | 6        | 0     | 0        | 2        | 0     | 0        | 8     | 8        | 10.29    | 2.57    |
| MLB：15年 | MLB：15年 | 433   | 421   | 12    | 5     | 2        | 165   | 143   | 0        | 0           | .536  | 11001 | 2576.2   | 2381     | 282         | 1064     | 52    | 97       | 1885     | 50    | 8        | 1254  | 1157     | 4.04     | 1.34    |

- 太字はリーグ1位。
- 2014年は試合出場なし。

### タイトル
- 最多勝利：1回（2002年）

### 表彰
- サイ・ヤング賞：1回（2002年）
- ハッチ賞：1回（2012年）
- プレイヤーズ・チョイス・アワーズ優秀投手：1回（2002年）
- ピッチャー・オブ・ザ・マンス：3回（2001年8月・9月、2005年7月）

### 記録
- MLBオールスターゲーム選出：3回（2002年、2003年、2006年）

### 背番号
- 53（2000年）
- 75（2001年 - 2015年）